# Renate Jansen
Renate Jansen (Abbenes, 7 december 1990) is een Nederlands voetbalster die negen jaar lang speelde bij FC Twente in de Vrouwen Eredivisie. Sinds 2024 komt Jansen uit voor PSV.

## Clubcarrière
Op vijfjarige leeftijd begon Jansen met voetballen bij SV Abbenes, waar ze onder andere haar oom en haar vader als trainers had. Op haar vijftiende stapte ze over naar VV Kagia en speelde daar twee jaar. Daarna ging ze naar Ter Leede en nam ze deel aan het HvA-project van de KNVB. In de zomer van 2008 haalde Sarina Wiegman haar naar ADO Den Haag, waardoor ze in de Eredivisie terechtkwam. In seizoen 2011/12 werd Jansen landskampioen met ADO Den Haag. Met tien doelpunten was ze dat seizoen gedeeld clubtopscorer. Na zeven seizoenen in Den Haag te hebben gevoetbald verruilde ze na het seizoen 2014/15 ADO Den Haag voor FC Twente.
Jansen speelde meer dan 240 wedstrijden voor de club uit Enschede waarin ze 130 doelpunten wist te maken. In 9 jaar werd ze vier keer landskampioen, won ze drie keer de Eredivisie Cup, twee keer de Supercup en één keer de KNVB Beker. Op 10 april 2024 maakte FC Twente bekend dat Jansen na het seizoen 2023/24 de club zal verlaten. Ondanks dat Jansen graag een buitenlands avontuur wilde aangaan, besloot ze in te gaan op een aanbod van PSV. Ze tekende een contract tot medio 2026.

### Carrièrestatistieken
| Seizoen                     | Club            | Land            | Competitie             | Competitie | Competitie | Beker | Beker | Internationaal | Internationaal | Overig | Overig | Totaal | Totaal |
| Seizoen                     | Club            | Land            | Competitie             | Wed.       | Dlp.       | Wed.  | Dlp.  | Wed.           | Dlp.           | Wed.   | Dlp.   | Wed.   | Dlp.   |
| --------------------------- | --------------- | --------------- | ---------------------- | ---------- | ---------- | ----- | ----- | -------------- | -------------- | ------ | ------ | ------ | ------ |
| 2008/09                     | ADO Den Haag    | Nederland       | Eredivisie             | 23         | 9          | 0     | 0     | –              | –              | –      | –      | 23     | 9      |
| 2009/10                     | ADO Den Haag    | Nederland       | Eredivisie             | 19         | 7          | 0     | 0     | –              | –              | –      | –      | 19     | 7      |
| 2010/11                     | ADO Den Haag    | Nederland       | Eredivisie             | 21         | 14         | 0     | 0     | –              | –              | –      | –      | 21     | 14     |
| 2011/12                     | ADO Den Haag    | Nederland       | Eredivisie             | 18         | 10         | 2     | 2     | –              | –              | –      | –      | 20     | 12     |
| 2012/13                     | ADO Den Haag    | Nederland       | BeNe League Orange/WBL | 28         | 15         | 0     | 0     | –              | –              | 1      | 0      | 29     | 15     |
| 2013/14                     | ADO Den Haag    | Nederland       | BeNe League Orange/WBL | 25         | 21         | 0     | 0     | –              | –              | –      | –      | 25     | 21     |
| 2014/15                     | ADO Den Haag    | Nederland       | BeNe League Orange/WBL | 24         | 16         | 2     | 3     | –              | –              | –      | –      | 26     | 19     |
| 2015/16                     | FC Twente       | Nederland       | Eredivisie             | 23         | 13         | 0     | 0     | 0              | 0              | 0      | 0      | 23     | 13     |
| 2016/17                     | FC Twente       | Nederland       | Eredivisie             | 23         | 6          | 0     | 0     | 0              | 0              | 0      | 0      | 23     | 6      |
| 2017/18                     | FC Twente       | Nederland       | Eredivisie             | 22         | 8          | 0     | 0     | 0              | 0              | 0      | 0      | 22     | 8      |
| 2018/19                     | FC Twente       | Nederland       | Eredivisie             | 24         | 18         | 0     | 0     | 0              | 0              | 0      | 0      | 24     | 18     |
| 2019/20                     | FC Twente       | Nederland       | Eredivisie             | 12         | 8          | 0     | 0     | 0              | 0              | 0      | 0      | 12     | 8      |
| 2020/21                     | FC Twente       | Nederland       | Eredivisie             | 20         | 12         | 2     | 0     | 0              | 0              | 5      | 4      | 27     | 16     |
| 2021/22                     | FC Twente       | Nederland       | Eredivisie             | 23         | 17         | 0     | 0     | 0              | 0              | 0      | 0      | 23     | 17     |
| 2022/23                     | FC Twente       | Nederland       | Eredivisie             | 20         | 7          | 3     | 2     | 2              | 2              | 4      | 2      | 29     | 13     |
| 2023/24                     | FC Twente       | Nederland       | Eredivisie             | 22         | 4          | 2     | 2     | 4              | 2              | 1      | 2      | 26     | 10     |
| Carrière totaal             | Carrière totaal | Carrière totaal | Carrière totaal        | 324        | 176        | 9     | 4     | 32             | 15             | 13     | 10     | 375    | 205    |
| Bijgewerkt t/m 29 juni 2024 |                 |                 |                        |            |            |       |       |                |                |        |        |        |        |

## Interlandcarrière

### Nederland
Op 1 april 2010 maakte Jansen haar debuut voor het Nederlands elftal in de afscheidswedstrijd van bondscoach Vera Pauw tegen Slowakije. Ze viel in de 82e minuut in voor Kirsten van de Ven.

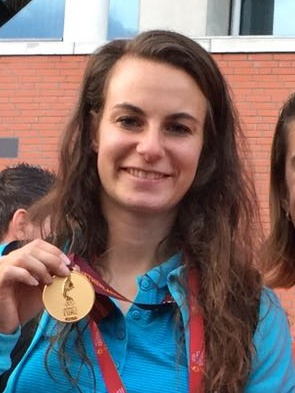
Oranje kampioen in 2017

Op 26 september 2023 viel Jansen in de tweede helft van de interland in de Nations League tegen Engeland (onder Sarina Wiegman) in, en maakte de winnende treffer (2-1).
| Interlands van Renate Jansen voor Nederland | Interlands van Renate Jansen voor Nederland | Interlands van Renate Jansen voor Nederland | Interlands van Renate Jansen voor Nederland | Interlands van Renate Jansen voor Nederland | Interlands van Renate Jansen voor Nederland |
| №                                           | Datum                                       | Wedstrijd                                   | Uitslag                                     | Soort Wedstrijd                             | Doelpunten                                  |
| ------------------------------------------- | ------------------------------------------- | ------------------------------------------- | ------------------------------------------- | ------------------------------------------- | ------------------------------------------- |
|                                             |                                             |                                             |                                             |                                             |                                             |
| Als speler bij ADO Den Haag                 |                                             |                                             |                                             |                                             |                                             |
| 1.                                          | 01 april 2010                               | Slowakije - Nederland                       | 0 - 1                                       | WK 2011 kwalificatie                        |                                             |
| 2.                                          | 06 juni 2010                                | België - Nederland                          | 0 - 2                                       | Oefenwedstrijd                              |                                             |
| 3.                                          | 15 augustus 2010                            | Nederland - Ierland                         | 2 - 0                                       | Oefenwedstrijd                              |                                             |
| Als speler bij FC Twente                    | Als speler bij FC Twente                    | Als speler bij FC Twente                    | Als speler bij FC Twente                    | Als speler bij FC Twente                    | 3                                           |
| 4.                                          | 20 mei 2015                                 | Estland - Nederland                         | 0 - 7                                       | Oefenwedstrijd                              | 86' 90'                                     |
| 5.                                          | 04 juni 2016                                | Nederland - Zuid-Afrika                     | 1 - 0                                       | Oefenwedstrijd                              |                                             |
| 6.                                          | 07 juni 2016                                | Nederland - Zuid-Afrika                     | 2 - 0                                       | Oefenwedstrijd                              |                                             |
| 7.                                          | 20 oktober 2016                             | Schotland - Nederland                       | 0 - 7                                       | Oefenwedstrijd                              |                                             |
| 8.                                          | 25 oktober 2016                             | Duitsland - Nederland                       | 4 - 2                                       | Oefenwedstrijd                              |                                             |
| 9.                                          | 01 maart 2017                               | Nederland - China                           | 1 - 0                                       | Algarve Cup                                 | 12'                                         |
| 10.                                         | 03 maart 2017                               | Australië - Nederland                       | 3 - 2                                       | Algarve Cup                                 |                                             |
| 11.                                         | 06 maart 2017                               | Zweden - Nederland                          | 0 - 1                                       | Algarve Cup                                 |                                             |
| 12.                                         | 07 april 2017                               | Nederland - Frankrijk                       | 1 - 2                                       | Oefenwedstrijd                              |                                             |
| 13.                                         | 09 juni 2017                                | Nederland - Japan                           | 0 - 1                                       | Oefenwedstrijd                              |                                             |
| 14.                                         | 13 juni 2017                                | Nederland - Oostenrijk                      | 3 - 0                                       | Oefenwedstrijd                              |                                             |
| 15.                                         | 08 juli 2017                                | Nederland - Wales                           | 5 - 0                                       | Oefenwedstrijd                              |                                             |
| 16.                                         | 20 juli 2017                                | Nederland - Denemarken                      | 1 - 0                                       | EK 2017                                     |                                             |
| 17.                                         | 29 juli 2017                                | Nederland - Zweden                          | 2 - 0                                       | EK 2017                                     |                                             |
| 18.                                         | 3 augustus 2017                             | Nederland - Engeland                        | 3 - 0                                       | EK 2017                                     |                                             |
| 19.                                         | 6 augustus 2017                             | Nederland - Denemarken                      | 4 - 2                                       | EK 2017                                     |                                             |
| 20.                                         | 24 november 2017                            | Slowakije - Nederland                       | 0 - 5                                       | WK-kwalificatie 2019                        |                                             |
| 21.                                         | 28 november 2017                            | Nederland - Ierland                         | 0 - 0                                       | WK-kwalificatie 2019                        |                                             |
| 22.                                         | 20 januari 2018                             | Spanje - Nederland                          | 2 - 0                                       | Vriendschappelijk                           |                                             |
| 23.                                         | 2 maart 2018                                | Denemarken - Nederland                      | 2 - 3                                       | Algarve Cup 2018                            |                                             |
| 24.                                         | 5 maart 2018                                | IJsland - Nederland                         | 0 - 0                                       | Algarve Cup 2018                            |                                             |
| 25.                                         | 6 april 2018                                | Noord-Ierland - Nederland                   | 0 - 7                                       | WK-kwalificatie 2019                        |                                             |
| 26.                                         | 10 april 2018                               | Ierland - Nederland                         | 0 - 2                                       | WK-kwalificatie 2019                        |                                             |
| 27.                                         | 8 juni 2018                                 | Nederland - Noord-Ierland                   | 5 - 0                                       | WK-kwalificatie 2019                        |                                             |
| 28.                                         | 12 juni 2018                                | Nederland - Slowakije                       | 1 - 0                                       | WK-kwalificatie 2019                        |                                             |
| 29.                                         | 5 oktober 2018                              | Nederland - Denemarken                      | 2 - 0                                       | WK-kwalificatie 2019                        |                                             |
| 30.                                         | 9 november 2018                             | Nederland - Zwitserland                     | 3 - 0                                       | WK-kwalificatie 2019                        |                                             |
| 31.                                         | 13 november 2018                            | Zwitserland - Nederland                     | 1 - 1                                       | WK-kwalificatie 2019                        |                                             |

## Erelijst

### MetADO Den Haag
| Nationaal                     |    |                  |
| Nederlands landskampioenschap | 1× | 2011/12          |
| KNVB beker                    | 2× | 2011/12, 2012/13 |

### MetFC Twente
| Nationaal                     |    |                                    |
| Nederlands landskampioenschap | 4× | 2015/16, 2018/19, 2020/21, 2021/22 |